# Caught (Fernsehserie)
Caught ist eine kanadische Fernsehserie, die am 26. Februar 2018 beim Sender CBC ihre Premiere feierte. Sie basiert auf einem gleichnamigen Roman der kanadischen Autorin Lisa Moore. Im deutschsprachigen Raum ist die Serie seit 17. Juli 2018 beim Bezahlsender AXN zu sehen.

## Inhalt
Nachdem er sechs Jahre lang in einem Gefängnis in Nova Scotia wegen Schmuggels inhaftiert war, ist David Slaney im Jahr 1978 entkommen. Dieser begibt sich entschlossen und paranoid auf eine Odyssee, die ihn tief nach Lateinamerika führt, um sich mit seinem einst besten Freund und Partner zusammenzutun, Brian Hearn, mit welchem er einen gemeinsamen letzten Job erledigen will.
Slaney will Rache. Aber was keiner von ihnen weiß, ist, dass Slaney im Fadenkreuz einer massiven Operation steht, die von einem abtrünnigen RCMP-Offizier inszeniert wird. David Slaney schmeckt Freiheit, aber er vertraut niemandem und sieht überall Polizisten. Er wird bald erfahren, dass die Freiheit, nach der er sich so lange gesehnt hat, niemals die sein wird, nach der er sich gesehnt hat.